# Златко Михайловски
Златко (Малаковски) Михайловски е югославски партизанин и деец на комунистическата съпротива във Вардарска Македония.

## Биография
Роден е през 1926 година в гостиварското село Богдево. До 1941 година работи като зидар в Белград. След операция Ауфмарш 25 се връща в Македония и влиза в Мавровско-Гостиварски народоосвободителен партизански отряд „Кораб“. След сражение е пленен и вкаран в затвора в Тирана. След капитулацията на Италия през 1943 година е пуснат. През ноември същата година влиза в първа македонско-косовска ударна бригада. През февруари 1944 година той и бригадата му решават да навлезнат в Егейска Македония. Златко заедно с още 5 души се връща в Прилеп, за да прикрива придвижването на бригадата си. В града български военни части им влизат следите и те са обградени и убити. Провъзгласен е за народен герой на Югославия.